# Équipe d'Argentine de football à la Coupe du monde 1990
L'équipe d'Argentine de football se présente en Italie à la Coupe du monde 1990 pour défendre son titre. En dépit d'un départ raté (une défaite lors du match d'ouverture face au Cameroun), l'équipe de Bilardo bénéfice de son repêchage dans les meilleurs troisièmes pour accéder aux huitièmes de finale où elle crée la surprise en battant contre le cours du jeu un Brésil en manque de réussite (1-0, but de Claudio Caniggia). Ensuite, malgré ses limites dans le jeu, l'Argentine parvient à se qualifier pour sa deuxième finale consécutive en sortant aux tirs au but successivement la Yougoslavie en quart de finale et surtout le pays hôte, l'Italie en demi-finale au stade San Paolo de Naples, dans un match chargé de symbole pour Maradona. Le rêve argentin d'un troisième titre en quatre éditions s'arrête en finale à Rome contre la RFA de Lothar Matthäus qui s'impose 1-0 sur un pénalty d’Andreas Brehme. Les Argentins finissent le match avec deux expulsés et lors de la remise des prix, Maradona est conspué par le public romain qui avait déjà sifflé l'hymne argentin. L'Argentine est le premier tenant du titre battu en finale, et sera suivi par le Brésil en 1998 et la France en 2022.

## Effectif
La liste des 23* joueurs argentins :
| Numéro / Nom       | Numéro / Nom           | Club                        | Date de naissance | J.              | Buts            |                 |                 |                 |
| Gardiens de but    | Gardiens de but        | Gardiens de but             | Gardiens de but   | Gardiens de but | Gardiens de but | Gardiens de but | Gardiens de but | Gardiens de but |
| ------------------ | ---------------------- | --------------------------- | ----------------- | --------------- | --------------- | --------------- | --------------- | --------------- |
| 1                  | Nery Pumpido*          | Betis Séville (D2)          | 30 juillet 1957   | 2               | 0               | 0               | 0               | 0               |
| 1*                 | Ángel Comizzo          | River Plate                 | 27 avril 1962     | 0               | 0               | 0               | 0               | 0               |
| 12                 | Sergio Goycochea       | Los Millonarios             | 17 octobre 1963   | 6               | 0               | 1               | 0               | 0               |
| 22                 | Fabián Cancelarich     | Ferro Carril Oeste          | 20 décembre 1965  | 0               | 0               | 0               | 0               | 0               |
| Défenseurs         |                        |                             |                   |                 |                 |                 |                 |                 |
| 5                  | Edgardo Bauza          | CD Veracruz                 | 26 janvier 1958   | 0               | 0               | 0               | 0               | 0               |
| 11                 | Nestor Fabbri          | Racing Club de Avellaneda   | 25 avril 1968     | 1               | 0               | 0               | 0               | 0               |
| 13                 | Néstor Lorenzo         | AS Bari                     | 28 février 1966   | 3               | 0               | 0               | 0               | 0               |
| 15                 | Pedro Monzón           | Club Atlético Independiente | 23 février 1962   | 4               | 1               | 2               | 0               | 1               |
| 17                 | Roberto Néstor Sensini | Udinese Calcio              | 12 octobre 1966   | 2               | 0               | 1               | 0               | 0               |
| 18                 | José Serrizuela        | River Plate                 | 16 juin 1962      | 5               | 0               | 3               | 0               | 0               |
| 19                 | Oscar Ruggeri          | Real Madrid                 | 26 janvier 1962   | 5               | 0               | 1               | 0               | 0               |
| 20                 | Juan Simón             | Boca Juniors                | 20 décembre 1965  | 7               | 0               | 1               | 0               | 0               |
| Milieux de terrain |                        |                             |                   |                 |                 |                 |                 |                 |
| 2                  | Sergio Batista         | River Plate                 | 9 novembre 1962   | 4               | 0               | 2               | 0               | 0               |
| 4                  | José Basualdo          | VfB Stuttgart               | 20 juin 1963      | 7               | 0               | 0               | 0               | 0               |
| 6                  | Gabriel Calderón       | Paris Saint-Germain         | 7 février 1960    | 5               | 0               | 0               | 0               | 0               |
| 7                  | Jorge Burruchaga       | FC Nantes                   | 9 octobre 1962    | 7               | 1               | 1               | 0               | 0               |
| 10                 | Diego Maradona         | SSC Naples                  | 30 octobre 1960   | 7               | 0               | 2               | 0               | 0               |
| 14                 | Ricardo Giusti         | Club Atlético Independiente | 11 décembre 1956  | 4               | 0               | 1               | 0               | 1               |
| 16                 | Julio Olarticoechea    | Racing Club de Avellaneda   | 18 octobre 1958   | 5               | 0               | 2               | 0               | 0               |
| 21                 | Pedro Troglio          | Lazio Rome                  | 28 juillet 1965   | 6               | 1               | 2               | 0               | 0               |
| Attaquants         |                        |                             |                   |                 |                 |                 |                 |                 |
| 3                  | Abel Balbo             | Udinese Calcio              | 1er juin 1968     | 1               | 0               | 0               | 0               | 0               |
| 8                  | Claudio Caniggia       | Atalanta Bergame            | 9 janvier 1967    | 6               | 2               | 2               | 0               | 0               |
| 14                 | Gustavo Dezotti        | US Cremonese                | 14 février 1964   | 3               | 0               | 0               | 0               | 1               |
| Sélectionneur      |                        |                             |                   |                 |                 |                 |                 |                 |
|                    | Carlos Bilardo         |                             | 16 mars 1939      |                 |                 |                 |                 |                 |

- À la suite d'une rupture du tibia et du fémur, l'équipe d'Argentine fut autorisée à remplacer le gardien Pumpido. Comizzo fut appelé en tant que troisième gardien, mais il ne joua pas et ne s'assit pas non plus sur le banc de touche.

## Équipe-type
Zenga.w - Maldini.p  baresi.f Meziane.y - burruchaga -Meziane.c Rijkaard.f Ancelotti.c -
Caniggia maradona

## Qualification
L'Argentine est qualifiée d'office en tant que tenant du titre.

## Phase finale

### Premier tour

#### Groupe B
| Classement |                  |     |   |   |   |   |    |    |      |
|            | Équipe           | Pts | J | G | N | P | BP | BC | Diff |
| 1          | Cameroun         | 4   | 3 | 2 | 0 | 1 | 3  | 5  | -2   |
| 2          | Roumanie         | 3   | 3 | 1 | 1 | 1 | 4  | 3  | +1   |
| 3          | Argentine        | 3   | 3 | 1 | 1 | 1 | 3  | 2  | +1   |
| 4          | Union soviétique | 2   | 3 | 1 | 0 | 2 | 4  | 4  | 0    |

| 8 juin  | Cameroun  | 1 | 0 | Argentine        |
| 13 juin | Argentine | 2 | 0 | Union soviétique |
| 18 juin | Argentine | 1 | 1 | Roumanie         |

La Roumanie devance l'Argentine grâce à une meilleure attaque.

| 8 juin 1990 Match d'ouverture | Argentine | 0 - 1   | Cameroun       | Stade Giuseppe Meazza, Milan                    |                                                 |
| 18:00                         |           | (0 - 0) | Omam-Biyik 67e | Spectateurs : 73 780 Arbitrage : Michel Vautrot | Spectateurs : 73 780 Arbitrage : Michel Vautrot |
| 18:00                         | (Rapport) |         |                | Spectateurs : 73 780 Arbitrage : Michel Vautrot | Spectateurs : 73 780 Arbitrage : Michel Vautrot |

| 13 juin 1990 | Argentine                    | 2 - 0   | Union soviétique | Stadio San Paolo, Naples                          |                                                   |
| 21:00        | Troglio 27e · Burruchaga 79e | (1 - 0) |                  | Spectateurs : 55 759 Arbitrage : Erik Fredriksson | Spectateurs : 55 759 Arbitrage : Erik Fredriksson |
| 21:00        | (Rapport)                    |         |                  | Spectateurs : 55 759 Arbitrage : Erik Fredriksson | Spectateurs : 55 759 Arbitrage : Erik Fredriksson |

| 18 juin 1990 | Argentine  | 1 - 1   | Roumanie   | Stadio San Paolo, Naples                              |                                                       |
| 21:00        | Monzón 63e | (0 - 0) | Balint 68e | Spectateurs : 52 733 Arbitrage : Carlos Silva Valente | Spectateurs : 52 733 Arbitrage : Carlos Silva Valente |
| 21:00        | (Rapport)  |         |            | Spectateurs : 52 733 Arbitrage : Carlos Silva Valente | Spectateurs : 52 733 Arbitrage : Carlos Silva Valente |

#### Désignation des meilleurs troisièmes
Les 4 meilleures équipes classées troisièmes de leur poule sont repêchées pour compléter le tableau des huitièmes de finale. Pour les désigner, un classement comparatif des résultats de chacune des 6 équipes concernées est établi :
| Classement final |           |     |   |   |   |   |    |    |      |
|                  | Équipe    | Pts | J | G | N | P | BP | BC | Diff |
| 1                | Argentine | 3   | 3 | 1 | 1 | 1 | 3  | 2  | +1   |
| 2                | Colombie  | 3   | 3 | 1 | 1 | 1 | 3  | 2  | +1   |
| 3                | Pays-Bas  | 3   | 3 | 0 | 3 | 0 | 2  | 2  | 0    |
| 4                | Uruguay   | 3   | 3 | 1 | 1 | 1 | 2  | 3  | -1   |
| 5                | Autriche  | 2   | 3 | 1 | 0 | 2 | 2  | 3  | -1   |
| 6                | Écosse    | 2   | 3 | 1 | 0 | 2 | 2  | 3  | -1   |

L'Argentine est qualifiée pour le second tour.

### Huitième de finale
| 24 juin 1990 | Argentine    | 1 - 0   | Brésil | Stadio Delle Alpi, Turin                      |                                               |
| 17:00        | Caniggia 80e | (0 - 0) |        | Spectateurs : 61 381 Arbitrage : Joël Quiniou | Spectateurs : 61 381 Arbitrage : Joël Quiniou |
| 17:00        | (Rapport)    |         |        | Spectateurs : 61 381 Arbitrage : Joël Quiniou | Spectateurs : 61 381 Arbitrage : Joël Quiniou |

### Quart de finale
| 30 juin 1990 | Argentine                                              | 0 - 0 a. p.           | Yougoslavie                                               | Stadio Artemio Franchi, Florence                    |                                                     |
| 17:00        |                                                        | (0 - 0, 0 - 0, 0 - 0) |                                                           | Spectateurs : 38 971 Arbitrage : Kurt Röthlisberger | Spectateurs : 38 971 Arbitrage : Kurt Röthlisberger |
| 17:00        | (Rapport)                                              |                       |                                                           | Spectateurs : 38 971 Arbitrage : Kurt Röthlisberger | Spectateurs : 38 971 Arbitrage : Kurt Röthlisberger |
| 17:00        | Serrizuela · Burruchaga · Maradona · Troglio · Dezotti | Tirs au but 3 - 2     | Stojković · Prosinečki · Savićević · Brnović · Hadžibegić | Spectateurs : 38 971 Arbitrage : Kurt Röthlisberger | Spectateurs : 38 971 Arbitrage : Kurt Röthlisberger |

### Demi-finale
| 3 juillet 1990 | Argentine                                          | 1 - 1 a. p.           | Italie                                            | Stadio San Paolo, Naples                        |                                                 |
| 20:00          | Caniggia 67e                                       | (0 - 1, 1 - 1, 1 - 1) | Schillaci 17e                                     | Spectateurs : 59 978 Arbitrage : Michel Vautrot | Spectateurs : 59 978 Arbitrage : Michel Vautrot |
| 20:00          | (Rapport)                                          |                       |                                                   | Spectateurs : 59 978 Arbitrage : Michel Vautrot | Spectateurs : 59 978 Arbitrage : Michel Vautrot |
| 20:00          | Serrizuela · Burruchaga · Olarticoechea · Maradona | Tirs au but 4 - 3     | Baresi · Baggio · De Agostini · Donadoni · Serena | Spectateurs : 59 978 Arbitrage : Michel Vautrot | Spectateurs : 59 978 Arbitrage : Michel Vautrot |

### Finale
| Équipes   | Allemagne de l'Ouest - Argentine |
| Score     | 1 - 0 ( 0 - 0 ) |
| Date      | 8 juillet 1990 |
| Stade     | Stadio Olimpico, Rome 73 606 spectateurs |
| Arbitre   | M. Codesal Mendez (Mexique) |
| Buts      | Brehme 85e (pen) |
| RFA       | Bodo Illgner - Klaus Augenthaler, Thomas Berthold (75e Stefan Reuter), Jürgen Kohler, Guido Buchwald - Andreas Brehme, Thomas Hässler, Lothar Matthäus, Pierre Littbarski - Jürgen Klinsmann, Rudi Völler Entraîneur : Franz Beckenbauer                |
| Argentine | Sergio Goycochea - Juan Simón, José Serrizuela, Oscar Ruggeri (46e Pedro Monzón), Pedro Troglio - Roberto Sensini, Jorge Burruchaga (54e Gabriel Calderón), José Basualdo, Néstor Lorenzo - Gustavo Dezotti, Diego Maradona Entraîneur : Carlos Bilardo |